# 韋芬霍赫特山

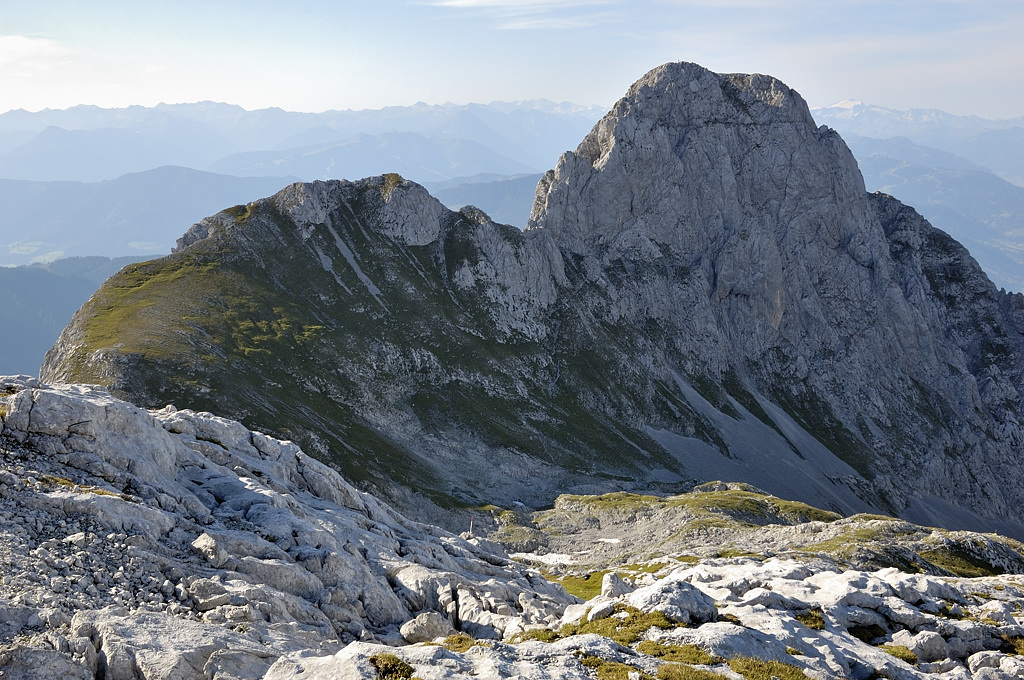

47°29′32″N 13°14′34″E / 47.49222°N 13.24278°E
韋芬霍赫特山（德語：Werfener Hochthron），是奧地利的山峰，位於該國中部，由薩爾茨堡州負責管轄，屬於北石灰岩山脈中滕嫩山脈的一部分，海拔高度2,363米。